# Bandeira de Los Angeles
Em 22 de julho de 1931, a portaria nº 70.000 estabeleceu oficialmente bandeira da cidade de Los Angeles, então ficou conhecido como o dia da "Festa da bandeira", projetada para o 150º aniversário da cidade.
A bandeira (2,4 x 3,65m) tem um fundo com faixas dentadas vermelha, dourada e verde. As cores representam as oliveiras (verde), laranjeiras (dourada) e vinicultura (vermelha), e as cores também estão presentes nas bandeiras de Espanha e México, as duas nações, que governou sobre a área antes que ele se tornou parte dos Estados Unidos. A réplica do brasão da cidade é mostrada no centro da bandeira.
A bandeira foi desenhada por Roy E. Silent e E.S. Jones de Los Angeles. O aumento
da bandeira ocorreu em abril de 1937, 87 anos depois da incorporação da cidade. A
bandeira foi apresentada ao prefeito Frank E. Shaw pelo Isadore B. Dockweiler, presidente da
Associação La Fiesta.
A bandeira tornou-se destaque internacional quando, durante o encerramento da Olimpíada de Moscou de 1980, foi levantada no lugar da bandeira dos Estados Unidos como um símbolo da próxima sede dos Jogos Olímpicos. O movimento foi visto como uma resposta ao boicote norte-americana do Jogos Olímpicos de Moscou.